# Gouvernement Nazif
Ebeid Chafik I

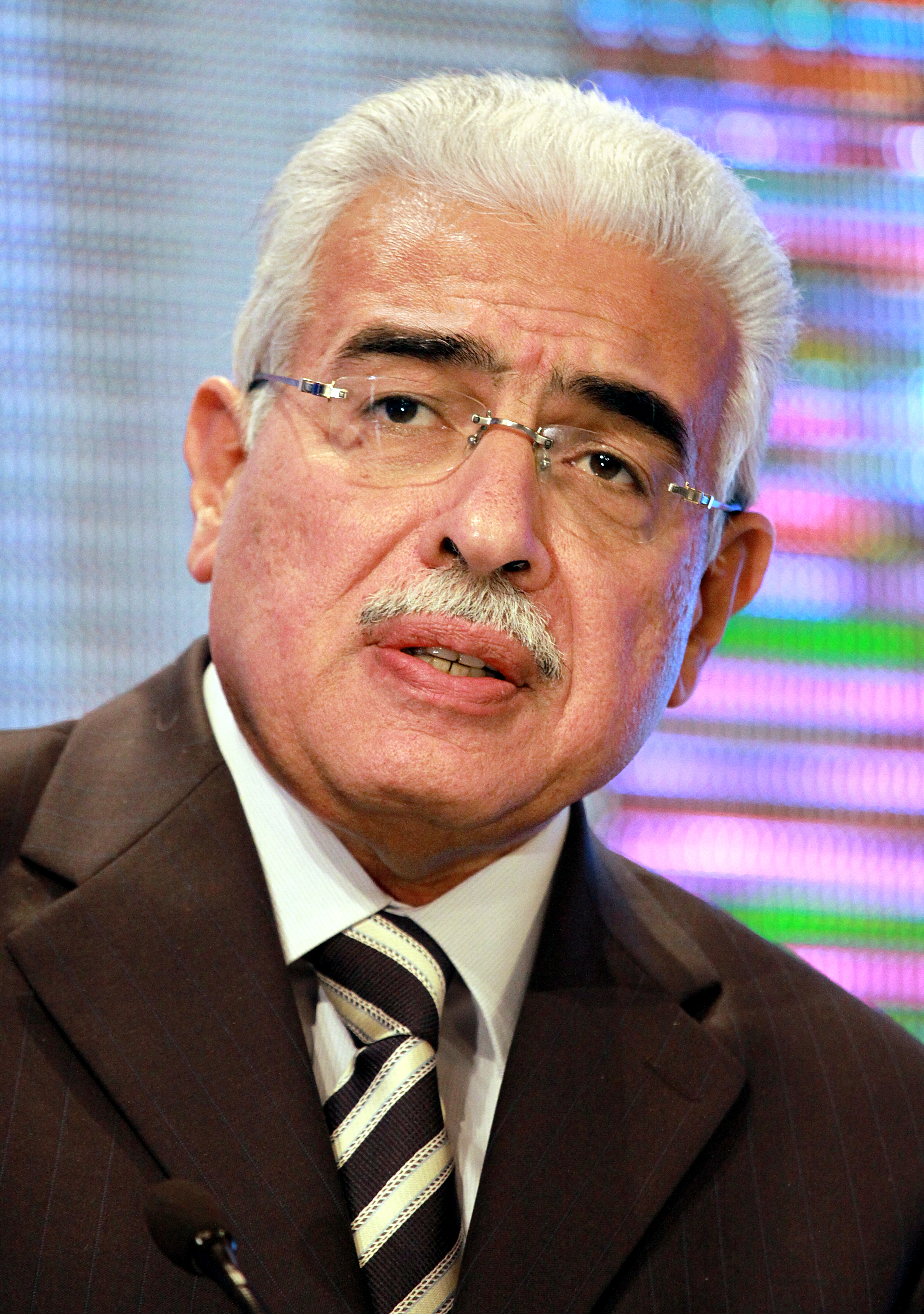
Ahmed Nazif

Le gouvernement Ahmed Nazif est le dernier gouvernement de la présidence d'Hosni Moubarak, remarquable par sa stabilité (7 ans) et confirmant les orientations du président concernant la libéralisation de l'économie, la prudence dans les Affaires étrangères ou encore la politique sécuritaire. Il est renversé par la Révolution de janvier 2011 et remplacé par le gouvernement Ahmed Chafik.
L'écrivain Alaa al-Aswani a régulièrement dénoncé dans ses chroniques le poids du président dans le choix de ministres n'ayant aucune compétence dans le domaine de leur ministère.

## Composition
| Portefeuille                                                    | Nom |
| --------------------------------------------------------------- | --- |
| Ministre des Affaires étrangères                                | Ahmed Aboul Gheit (2004-2011) |
| Ministre de l'Intérieur                                         | Habib el-Adli (1997-2011) |
| Ministre de la Justice                                          | Mahmoud Marei (2006-2011) |
| Ministre des Affaires sociales                                  | |
| Ministre des Finances                                           | Youssef Boutros Ghali (2004-2011)                                                                                                   |
| Coopération internationale                                      | Fayza Abouelnaga (2004-2011) |
| Ministre de l'Agriculture                                       | Amin Ahmed Mohamed Othman Abaza (2005-2011)                                                                                         |
| Aviation civile                                                 | Ahmed Chafik (2004-2011) |
| Communications                                                  | Tarek Kamel (2004-2011) |
| Information                                                     | Anas El Fiqqi (2004-2011) |
| Logement                                                        | Ahmed el Maghrabi (2005-2011) |
| Défense                                                         | Mohammed Hussein Tantaoui (1991-2011)                                                                                               |
| Industrie militaire                                             | Sayed Meshaal (1999-2011) |
| Commerce et industrie                                           | Rachid Mohamed Rachid (2004-2011)                                                                                                   |
| Investissement                                                  | Mahmoud Mohieldin (2004-2011) |
| Solidarité sociale                                              | Ali El-Sayed Ali Al-Moselhi (2005-2011)                                                                                             |
| Développement local                                             | Mohamed Abdoul Salam Mahgoub (2006-2011)                                                                                            |
| Planification & Développement                                   | Osman Osman Mohamed Osman |
| Environnement                                                   | Maged George (2004-2011) |
| Santé et population                                             | Hatem Mostafa Mostafa El-Gabali (2005-2011)                                                                                         |
| Famille et population                                           | Moushira Khattab (2009-2011) |
| Énergie                                                         | Hassan Ahmed Younis (2004-2011) |
| Tourisme                                                        | Mohamed Zohair Mohamed Wahid Garana (2005-2011)                                                                                     |
| Culture                                                         | Farouk Hosni |
| Ministre de l'Éducation                                         | Ahmed Gamal El-Din Moussa (juillet 2004-décembre 2005), Yousri Saber Hussein El-Gamal (2004-2010), Ahmed Zaki Badreldin (2010-2011) |
| Ministre de la recherche scientifique                           | Hani Mahfouz Hilal (2005) |
| Affaires antiques                                               | |
| Main d'œuvre et Migrations                                      | Aisha Abdel Hadi Abdel Ghani (2005-2011)                                                                                            |
| Ressource en Eau et Irrigation                                  | Mohamed Nasrouddine (2009-2011) |
| Pétrole                                                         | Sameh Fahmy (1999-2011) |
| Transports                                                      | Alaa Edin Mohamed Fahmy (2010-2011)                                                                                                 |
| Affaires religieuses                                            | Mahmoud Hamdi Zakzok (1996-2011) |
| Ministre chargé du Développement de l'administration            | Ahmed Darouiche (2004-2011) |
| Ministre chargé des Conseils légaux et parlementaires           | Moufed Mahmoud Shehab (2005-2011)                                                                                                   |
| Ministre sans portefeuille, Chef des services de renseignements | Omar Souleiman (1993-2011) |
| Gouverneur de la Banque centrale d'Égypte                       | Farouk Abdel Baky Al-Okda (depuis 2004)                                                                                             |
| Représentant de la Suez Canal Authority                         | Ahmed Ali Fadel (depuis 1996) |

## Sources
- Egypt - Chiefs of State and Cabinet Members of Foreign Governments publié par la CIA, 2010.